# Elizabeth Gilbert
Elizabeth M. Gilbert (Waterbury, Connecticut, 1969. július 18. –) amerikai regény-, esszé-, elbeszélés-, életrajzi és emlékiratíró. Világhírét a 2006-ban írt Eat Pray Love (Ízek, imák, szerelmek) emlékirata hozta meg, amely 2010 júliusában már 180. hete szerepelt a The New York Times bestsellerlistáján. 2010-ben ugyanezen címmel filmet is készítettek a történetből.

## Korai évei
Gilbert 1969. július 18-án született Waterbury, Connecticutban. Apja vegyészmérnök volt, anyja ápoló. Egyetlen nővérével, a történész és regényíró Catherine Gilbert Murdock-kal egy kicsi, családi karácsonyfa-termesztő tanyán nőtt fel Litchfield, Connecticutban. A családnak a tanyán nem voltak szomszédjai, nem volt tévéjük, de még lemezjátszójuk sem. Ennek következtében valamennyien sokat olvastak, Elizabeth és nővére kis könyvek és színdarabok írásával szórakoztatták magukat.
Gilbert az alapdiplomáját (BA) a New York-i Egyetemen (New York University) szerezte meg politikatudományból 1991-ben. Tanulmányai mellett felszolgálóként, és egy magazin alkalmazottjaként is dolgozott, szakácsként pedig egy vendégfogadó farmon. Az itt szerzett élményei, tapasztalatai számos novella témáját adták, valamint ezen kívül röviden a The Last American Man (Viking, 2002) (Az utolsó amerikai férfi) című regényében is feltűnnek.

## Újságírás
Az Esquire magazin 1993-ban kiadta a Pilgrims (Zarándokok) című elbeszélését, The Debut of an American Writer (Egy amerikai író debütálása) főcímmel. Norman Mailer óta ő volt az első elbeszélés író, aki az Esquire magazinban debütált. Ez indította el újságírói pályáján. Írt a SPIN, a GQ, a The New York Times Magazine, az Allure Real Simple és a Travel+Leisure számára is. Mint ahogy az Ízek, imák, szerelmek című regényéből is kiderül, Gilbert jól fizetett, szabadúszó íróként futott be karriert.
1997-ben a GQ magazin számára írt egy cikket The Muse of the Coyote Ugly Saloon (A Coyote Ugly Szalon múzsája) címmel. Ez az emlékirat pultosként töltött éveiről számol be. Az ország legelső Coyote Ugly (amerikai kocsmahálózat), asztalon táncoló bárjáról szól, amely New York East Village negyedében található. Ez a visszaemlékezés adta a Sakáltanya című filmnek az alapötletét. Eustace Conway is Not Like Any Man You’ve Ever Met (Eustace Conway nem olyan, mint bárki, akivel valaha találkoztál) című 1998-as GQ cikkét használta fel egy modern természettudós életrajzi regényéhez, a The Last American Man-hez. Ez a regénye megnyerte a National Book Award-ot, prózairodalom kategóriában. A The Ghost (A szellem), III. Hank Williams rövid életrajzi történetét a GQ magazinban publikáltak 2000-ben, valamint a The Best American Magazine Writing 2001-es gyűjteményében is szerepelt.

## Regényei
Első könyvéért, a Pilgrims (Houghton Mifflin, 1997) című novellagyűjteményéért Pushcart Prize díjat kapott, és a PEN/Hemingway Award döntőse is volt. Ezt a Stern Men (Houghton Mifflin, 2000) című regénye követte, melyet a The New York Times beválasztott a Notable Book válogatásba. 2002-ben megjelent a The Last American Man című életrajzi regénye, mely egy erdész-természettudós életéről szól. National Book Award díjra jelölték ezt a művét. Magyarországon az írónőnek jelenleg 2 emlékirata jelent meg eddig: az Ízek, imák, szerelmek és a Hűség.

## Ízek, imák, szerelmek
2006-ban megjelent az írónő leghíresebb regénye, az Ízek, imák, szerelmek: Egy boldogságkereső fiatal nő útja Itálián, Indián és Indonézián keresztül. A könyv Gilbert spirituális és személyes felfedező útját meséli el utazásain keresztül, valamint az egyensúly elérésére tett erőfeszítéseit írja le. A világkörüli útját tekintélyes kiadói előlegből fedezte.
Az emlékirat 2006 tavaszától 2008 októberéig már 88 hete szerepelt a New York Times Bestseller listáján prózairodalom kategóriában, és még akkor is az előkelő 2. helyet töltötte be a listán. Igaz, hogy Magyarországon az első kiadás 2008-ban volt az Ulpius-ház jóvoltából, a sikert a film hozta meg neki. Így októberben a Bookline könyvsikerlistájának az 5. helyére került. Az írónő 2007-ben szerepelt a The Oprah Winfrey Showban, majd később újra meghívták, hogy részletesebben is beszéljen könyvéről, filozófiájáról és a filmről, amely könyvéből készült. A filmet a Columbia Pictures készítette Julia Roberts főszereplésével, aki Elizabeth Gilbertet alakította. 2010. augusztus 13-án mutatták be Amerikában, Eat Pray Love címmel. Magyarországon 2010. október 14-én volt a film premierje.
Ötödik könyve, a Hűség, 2010 januárjában jelent meg Amerikában a Viking kiadó jóvoltából. Magyarországon 2010 októberében adta ki az Ulpius-ház , és rögtön a Bookline októberi könyvsikerlistájának a 3. helyére ugrott. A könyv az Ízek, imák, szerelmek folytatása, ugyanúgy az írónő életéről szól onnan, ahol bestsellerét abbahagyta. Az emlékirat a házasság intézményének mélyreható vizsgálata számos történelmi és modern szemszögből – beleértve azt a perspektívát is, hogy az emberek, kifejezetten a nők, vonakodnak a házasságtól. A könyvben az írónő kitér az azonos neműek házasságára is, és összehasonlítja az 1970-es éveket megelőző rasszok közötti házassággal.

## Irodalmi hatások
Egy interjúban Gilbert nosztalgiával mesélt az Óz, a nagy varázsló/Óz, a csodák csodája című könyvről, és a következőt nyilatkozta: Azért vagyok ma író, mert gyerekként imádtam olvasni – és ezt legfőképpen az Óz könyveknek köszönhetem… Számos interjúban megemlíti Charles Dickens jelentőségét, aki stilisztikai hatással volt munkásságára. Kedvenc filozófiai könyvének pedig Marcus Aurelius Meditációk című művét tartja.

## Művei

### Novellagyűjtemények
- Pilgrims (1997) (Pushcart Prize díj, PEN/Hemingway Award döntős)

### Regények
- Stern Men (2000)

#### Életrajzi regények
- The Last American Man (2002) (National Book Award döntős, National Book Critic’s Circle Award díj)

#### Emlékiratok
- Ízek, imák, szerelmek (2006)
- Hűség (2010)

### Közreműködött
- The KGB Bar Reader: Buckle Bunnie (1998)
- Why I Write: Thoughts on the Craft of Fiction (contributor) (1999)
- A Writer's Workbook: Daily Exercises for the Writing Life (előszó) (2000)
- The Best American Magazine Writing 2001: The Ghost (2001)
- The Best American Magazine Writing 2003: Lucky Jim (2003)

## Magyarul
- Ízek, imák, szerelmek. Egy boldogságkereső fiatal nő útja Itálián, Indián és Indonézián keresztül; ford. Balázs Laura; Ulpius-ház, Bp., 2008
- Hűség at, pray, love 2.; ford. Szűr-Szabó Katalin; Ulpius-ház, Bp., 2010
- A lélek botanikája; ford. Balázs Laura, Dudás Éva; Partvonal, Bp., 2014
- Ízek, imák, szerelmek nyomában. Elizabeth Gilbert kötete által ihletett élettörténetek; ford. Borbás Mária, Merényi Ágnes, N. Kiss Zsuzsa, Balázs Laura; Cartaphilus, Bp., 2016
- Big magic. Kreatív élet, félelem nélkül!; ford. Balázs Laura; Partvonal, Bp., 2016
- Hűség. Az Ízek, imák, szerelmek története folytatódik; ford. Szűr-Szabó Katalin; Partvonal, Bp., 2017
- New York lányai; ford. Mohai Szilvia; Partvonal, Bp., 2019[1]